# Woodlawn (Fairfax)
Woodlawn è un census-designated place della contea di Fairfax, nella Virginia (Stati Uniti d'America). 
Woodlawn venne fondata nel 2010 e occupa quello che prima era il census-designated place di Mount Vernon. Woodlawn confina a ovest con Fort Belvoir e Little Hunting Creek, si estende lungo la U.S. Route 1 a sud e confina a nord con l'Huntley Meadows Park. L'area a sud ovest del census-designated place è occupata dalla storica piantagione di Woodlawn. Stando a un censimento del 2010, la popolazione di Woodlawn era di 20.804 persone.